# 奧爾姆斯特德 (伊利諾伊州)
奧爾姆斯特德（英語：Olmsted）是位於美國伊利諾伊州普瓦斯基縣的一個村落。

## 地理
奧爾姆斯特德的座標為37°05′51″N 89°05′11″W / 37.09750°N 89.08639°W，而該地最高點為海拔高度109米（即358英尺）。

## 人口
根據2010年美國人口普查的數據，奧爾姆斯特德的面積為9.04平方千米，當中陸地面積為8.71平方千米，而水域面積為0.33平方千米。當地共有人口333人，而人口密度為每平方千米36人。